# Aumühle
Aumühle is een gemeente in de Duitse deelstaat Sleeswijk-Holstein en maakt deel uit van het Amt Hohe Elbgeest in de Kreis Hertogdom Lauenburg.
Aumühle telt 3.224 inwoners. De gemeente is in Duitsland vooral bekend als de plaats waar rijkskanselier Otto von Bismarck de laatste jaren van zijn leven doorbracht.
Aumühle ligt ongeveer twintig kilometer ten oosten van Hamburg in het dal van de Bille aan de rand van het Sachsenwald, het grootste bosgebied van Sleeswijk-Holstein. Tot de gemeente behoren ook de plaatsen Billenkamp en Friedrichsruh.

## Niet te verwarren met
In Nedersaksen, tussen Großenkneten en Wildeshausen, ligt ook een gehucht dat Aumühle heet en dat bekend is vanwege een hunebed. Zie hiervoor Wildeshausen.
Ook elders in Duitsland liggen in totaal ongeveer 40 dorpjes of gehuchten met deze veel voorkomende naam, die (water-)molen in een rivieroevergebied betekent. De meeste liggen in Beieren.

## Geschiedenis

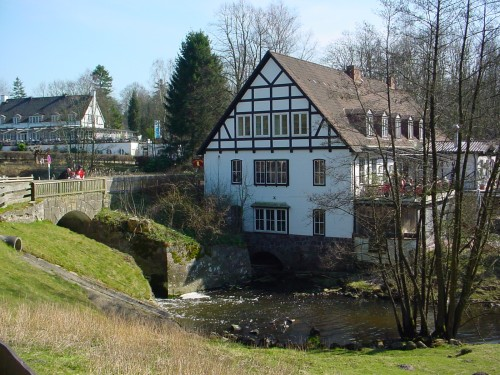
Fürst Bismarck-Mühle in Aumühle

Het dorp dankt zijn naam aan een watermolen op het punt waar de Schwarze Au in de Bille uitmondt. Deze werd voor het eerst vermeld in 1350. In de 16e eeuw was in het dorp een tolstation op de grens van het Hertogdom Lauenburg en het Hertogdom Holstein. Vanaf 1600 was er een papiermolen bij de monding van de Ochsenbek in de Au. Deze werd in 1758 gesloten, waarna op het terrein een ijzerfabriek werd gevestigd. In 1850 werd aan de spoorlijn Hamburg-Berlijn in het Sachsenwald het station Friedrichsruh geopend.

### Bismarck
In 1871 kreeg de rijkskanselier Otto von Bismarck het Sachsenwald in eigendom. Hij liet een herberg bij het station verbouwen tot jachtslot. Na zijn dood verrees hier zijn mausoleum en werd Friedrichsruh een geliefde bestemming voor zijn vereerders. In 1884 kreeg ook Aumühle een eigen station, wat het dorp met zijn bosrijke omgeving een aantrekkelijke vestigingsplaats maakte voor de Hamburger burgerij. Er ontstond een villapark en de bewoners ervan financierden een uitzichttoren, de Bismarckturm, een van de vele met die naam in Duitsland. In 1930 werd opnieuw een gebouw voltooid dat naar de Reichsgründer is vernoemd, de lutherse Bismarck-Gedächtnis-Kirche.

Bismarck in Aumühle
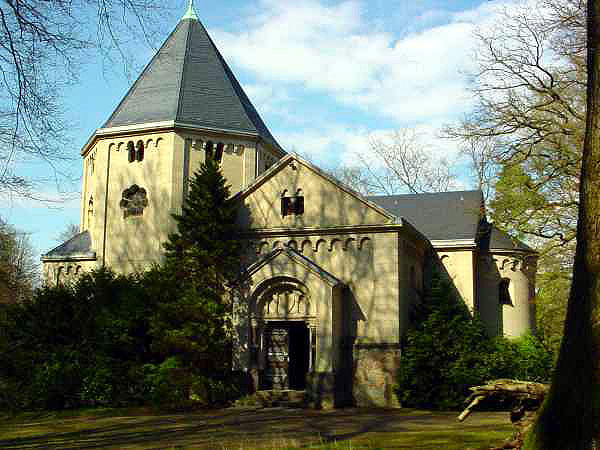
Mausoleum van Bismarck in Friedrichsruh
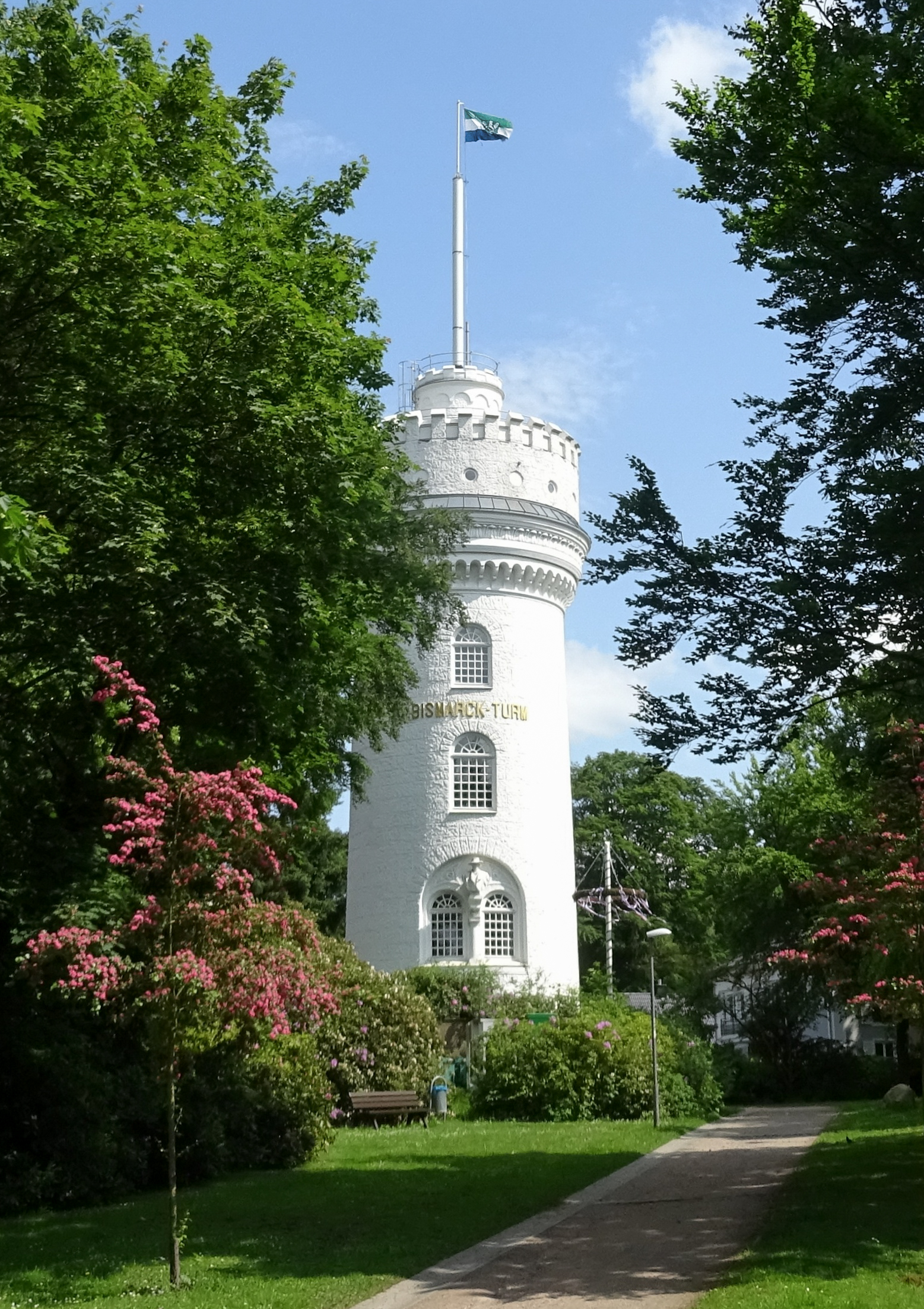
Bismarckturm in Aumühle
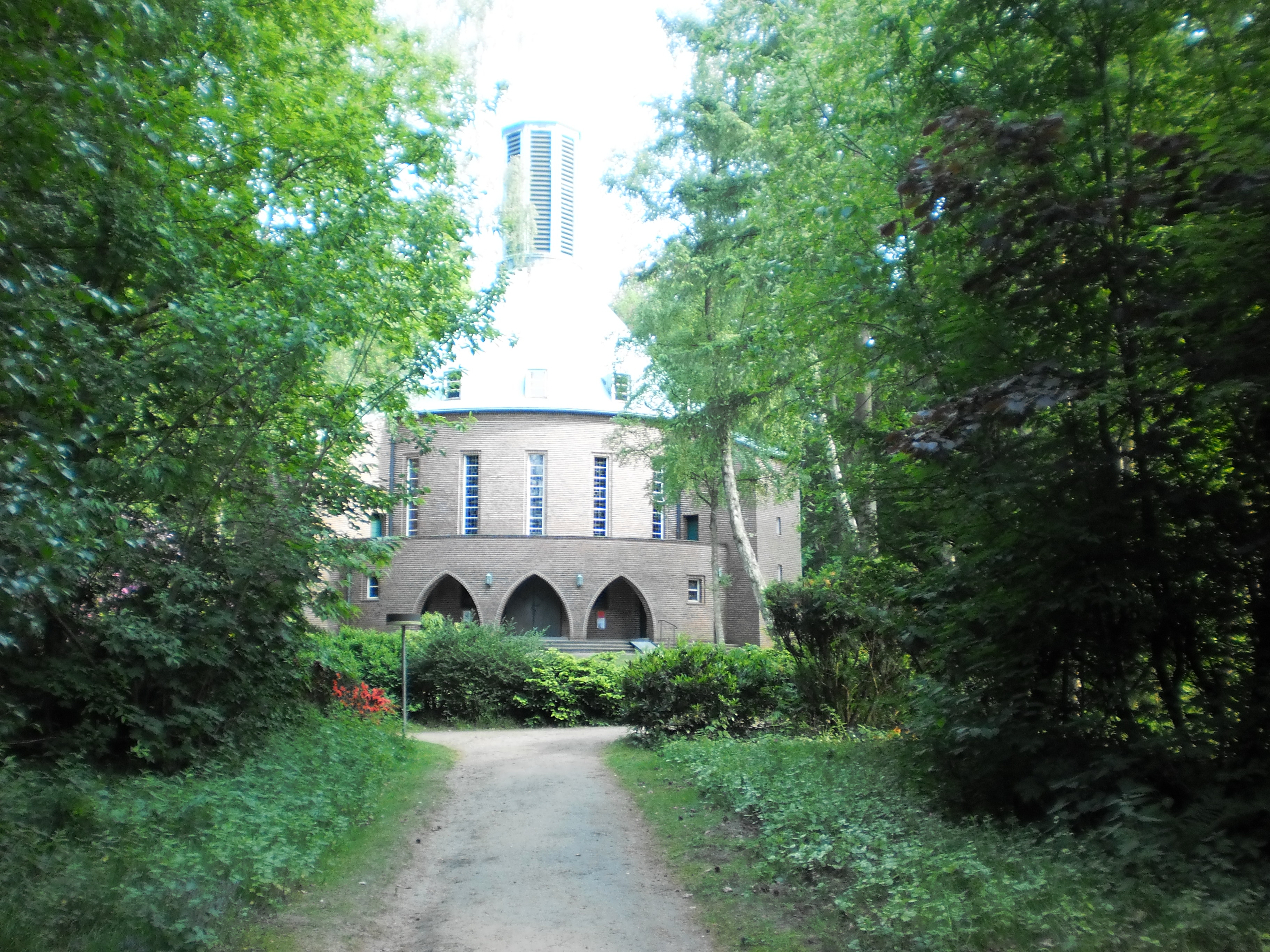
Bismarck-Gedächtnis-Kirche in Aumühle

Albsfelde ·
Alt Mölln ·
Aumühle ·
Bäk ·
Bälau ·
Basedow ·
Basthorst ·
Behlendorf ·
Berkenthin ·
Besenthal ·
Bliestorf ·
Börnsen ·
Borstorf ·
Breitenfelde ·
Bröthen ·
Brunsmark ·
Brunstorf ·
Büchen ·
Buchholz ·
Buchhorst ·
Dahmker ·
Dalldorf ·
Dassendorf ·
Düchelsdorf ·
Duvensee ·
Einhaus ·
Elmenhorst ·
Escheburg ·
Fitzen ·
Fredeburg ·
Fuhlenhagen ·
Geesthacht ·
Giesensdorf ·
Göldenitz ·
Göttin ·
Grabau ·
Grambek ·
Grinau ·
Groß Boden ·
Groß Disnack ·
Groß Grönau ·
Groß Pampau ·
Groß Sarau ·
Groß Schenkenberg ·
Grove ·
Gudow ·
Gülzow ·
Güster ·
Hamfelde ·
Hamwarde ·
Harmsdorf ·
Havekost ·
Hohenhorn ·
Hollenbek ·
Hornbek ·
Horst ·
Juliusburg ·
Kankelau ·
Kasseburg ·
Kastorf ·
Kittlitz ·
Klein Pampau ·
Klein Zecher ·
Klempau ·
Klinkrade ·
Koberg ·
Kollow ·
Köthel ·
Kröppelshagen-Fahrendorf ·
Krukow ·
Krummesse ·
Krüzen ·
Kuddewörde ·
Kühsen ·
Kulpin ·
Labenz ·
Langenlehsten ·
Lankau ·
Lanze ·
Lauenburg/Elbe ·
Lehmrade ·
Linau ·
Lüchow ·
Lütau ·
Mechow ·
Möhnsen ·
Mölln ·
Mühlenrade ·
Müssen ·
Mustin ·
Niendorf/ Stecknitz ·
Niendorf bei Berkenthin ·
Nusse ·
Panten ·
Pogeez ·
Poggensee ·
Ratzeburg ·
Ritzerau ·
Römnitz ·
Rondeshagen ·
Roseburg ·
Sahms ·
Salem ·
Sandesneben ·
Schiphorst ·
Schmilau ·
Schnakenbek ·
Schönberg ·
Schretstaken ·
Schulendorf ·
Schürensöhlen ·
Schwarzenbek ·
Seedorf ·
Siebenbäumen ·
Siebeneichen ·
Sierksrade ·
Sirksfelde ·
Steinhorst ·
Sterley ·
Stubben ·
Talkau ·
Tramm ·
Walksfelde ·
Wangelau ·
Wentorf (Amt Sandesneben) ·
Wentorf bei Hamburg ·
Wiershop ·
Witzeeze ·
Wohltorf ·
Woltersdorf ·
Worth ·
Ziethen
Gemeentevrij gebied: Sachsenwald